# Питіков Іван Никифорович
Пи́тіков Іва́н Ники́форович (* 14 жовтня 1922, селище Рабовичі, Могильовська область, Білорусь — † 7 вересня 2013, Харків) — український педагог, почесний громадянин Харкова (2006).

## Біографія
Питіков Іван Никифорович народився 14 серпня 1922 року в селищі Рабовичі Могильовської області.  
У 1937 році закінчив Мінський зооветеринарний технікум. Протягом 1941—1960 років служив у Збройних Силах СРСР, був учасником Другої світової війни. 
У 1960—1964 роках викладав історію середньої школи № 15 м. Харкова, а у 1964 році став директором Харківської загальноосвітньої школи І-ІІІ ступенів № 24.
Іван Никифорович має кваліфікаційну категорію “спеціаліст вищої категорії”, педагогічне звання “вчитель-методист”. 
Багато учнів Івана Питікова здобували перемоги на районних та Всеукраїнських учнівських олімпіад з історії та права.
На базі Харківської загальноосвітньої школи № 24 упродовж багатьох років існував семінар для директорів шкіл та їі заступників з питань управління навчальними закладами.
Помер Іван Питіков 7 вересня 2013 р.

## Нагороди
- Заслужений учитель України (1977),
- Відмінник народної освіти УРСР (1976)
- Відмінник освіти СРСР (1977),
- орден Вітчисняної війни II ступеню (1985),
- медаль За бойові заслуги,
- медаль За оборону Сталинграда,
- медаль За перемогу над Німеччиною в Великій Вітчизняній війні,
- За заслуги III ступеню (1999),
- орден Богдана Хмельницького III ступеню (1999),
- почесна грамота Кабінету міністрів України (2004),
- відзнака Харківського міського голови За старанність”.